# Denta
Denta (in ungherese Denta, in tedesco Denta o Tenta) è un comune della Romania di 3235 abitanti, ubicato nel distretto di Timiș, nella regione storica del Banato.
Il comune è formato dall'unione di 4 villaggi: Breștea, Denta, Rovinița Mare, Rovinița Mică.